# Gloria Lasso
Gloria Lasso, nascuda Rosa Maria Coscolín Figueras (Vilafranca del Penedès, 28 d'octubre de 1922 - Cuernavaca, Mèxic, 4 de desembre de 2005) va ser una cantant catalana de música lleugera que als anys cinquanta es feu famosa a França, recordada especialment per la cançó Luna de miel.
Filla de Vicente Coscolín Jiménez, comerciant nascut a Eixea (Saragossa), i de Teresa Figueras Santacana, de Sant Cugat Sesgarrigues (Alt Penedès); no recordava haver conegut la mare, només uns oncles amb qui visqué part de la infància. Posteriorment, se n'anà amb l'àvia. Començà a cantar en sales de festes als quinze anys, encara que també treballà d'infermera. Del seu primer marit, el músic Guillermo Lasso (Guillermo Tejero Benito), n'adoptà el cognom artístic. La parella tingué tres filles: Maria Josep, Maria Isabel (“Maribel”) i Rosa Maria (“Rosita”); posteriorment se separaren. Es casà almenys cinc vegades més (amb Claude Pagliani el 1958).
De Barcelona passà a Madrid, on treballà com a locutora de Radio Madrid. En aquella ciutat obtingué els seus primers èxits amb Bésame en la noche i Malvarrosa, de Fernando García Morcillo. D'ella és Cuando la luna sale, incorporada a la banda sonora de la pel·lícula La próxima vez que vivamos (1946, d'Enric Gómez Bascuas) i altres temes com Camino del cielo, Inútil es fingir i Solo tuya.
A la dècada de 1950 va gravar en català la Sardana de la rosa, amb música de Jaume Torrents i lletra del poeta Miquel Saperas.
El 1954 es va establir a França, on esdevingué la cantant exòtica del music-hall. Dotada d'una gran veu, cultivà especialment la "cançó espanyola", però també cantà moltes adaptacions dels grans èxits del moment. Van tenir gran repercussió amb les seves cançons Hola, que tal (1954), Amour, castagnettes et tango (1955); Etranger au paradis, de 1956, una versió francesa de Stranger in paradise, cançó original de Tony Bennett i que va vendre més d'un milió de còpies a França; Toi, mon démon (1956), Buenas noches mi amor (1957), Bon voyage (1958), Sois pas faché (1959), Muchas gracias i Si tu reviens un jour (1960). L'adveniment de la cantant d'origen egipci Dalida i la puixança de la música rock li feren perdre part del favor del públic.
El 1963 s'instal·là a Mèxic, per dedicar-se al mercat hispanoamericà. El 1985 encara feu un retorn artístic a França, cantant a la sala Olympia (París), i a Nova York.

## Homenatge
L'any 2006, l'Ajuntament de Vilafranca dedicà un carrer a la cantant.